# Citlaltépetl
Der Citlaltépetl (auch Pico de Orizaba genannt) ist mit einer Höhe von 5636 m der höchste Vulkan Nordamerikas sowie der höchste Berg Mexikos. Sein bis in den Sommer hinein verschneiter Gipfel ist an – seltenen – klaren Tagen noch aus einer Entfernung von 110 km für Schiffe im Golf von Mexiko sichtbar.

## Toponyme
Der Name Citlaltépetl bedeutet so viel wie 'Berg des Sterns' und ist eine Kombination der Nahuatl-Wörter citlalli ('Stern') und tepetl ('Berg'). Als weiterer lokaler Name wird Iztactépetl angegeben, was 'Weißer Berg' bedeutet. Dies ist jedoch auch ein Synonym für den Iztaccíhuatl.

## Lage
Der Berg liegt an der Grenze der mexikanischen Bundesstaaten Veracruz und Puebla nördlich der etwa 120.000 Einwohner zählenden Stadt Orizaba. In seinen östlichen Ausläufern entspringt der Río Jamapa.

## Vulkanische Aktivität
Zu einem schweren Ausbruch kam es im Jahr 1566. Weitere Ausbrüche ereigneten sich 1537, 1569, 1613 und 1630. Die jüngste bekannte Eruption datiert aus dem Jahr 1846. Nach jahrhundertelanger Ruhe zeigten sich zuletzt im Jahr 2010 am Citlaltépetl wieder Fumarolen, die ein erstes Anzeichen für eine neue Aktivitätsphase darstellen könnten.

## Geschichte
Die Erstbesteigung erfolgte 1848 durch F. Maynard und G. Reynolds. Der Berg ist seit 1937 Nationalpark. Im Jahr 1959 verschwanden drei Bergsteiger, 2015 wurden zwei mumifizierte Bergsteiger gefunden, die noch identifiziert werden müssen.

### Zwischenfälle
Am 2. Juli 1948 flog eine privat betriebene US-amerikanische Douglas DC-3A (NC75984) gegen den Vulkan Citlaltépetl. Die Maschine war auf dem Weg vom Flughafen Minatitlán (Veracruz) zum Flughafen Mexiko-Stadt. Alle 16 Insassen, drei Besatzungsmitglieder und 13 Passagiere, kamen ums Leben.

## Sonstiges
- Im Jahr 2007 wurde das Large Millimeter Telescope auf dem Nachbargipfel Sierra Negra errichtet.
- In der Nähe des Berges befindet sich auch das High Altitude Water Cherenkov Observatory (HAWC), eine Forschungseinrichtung zur Detektierung kosmischer Strahlung und extraterrestrischer Gammastrahlung mit Hilfe des Effektes der Tscherenkow-Strahlung.

## Bilder

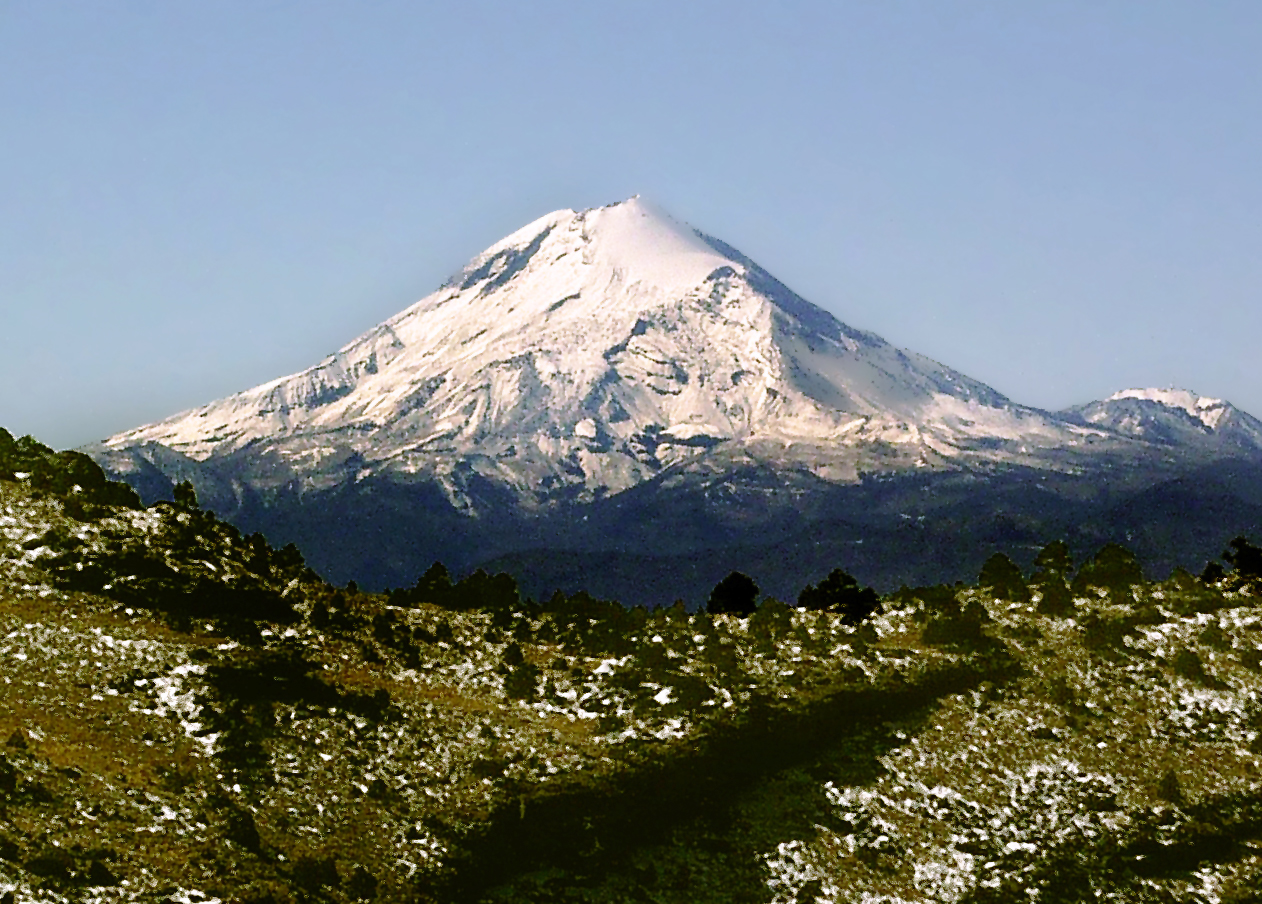
Blick von Südwesten
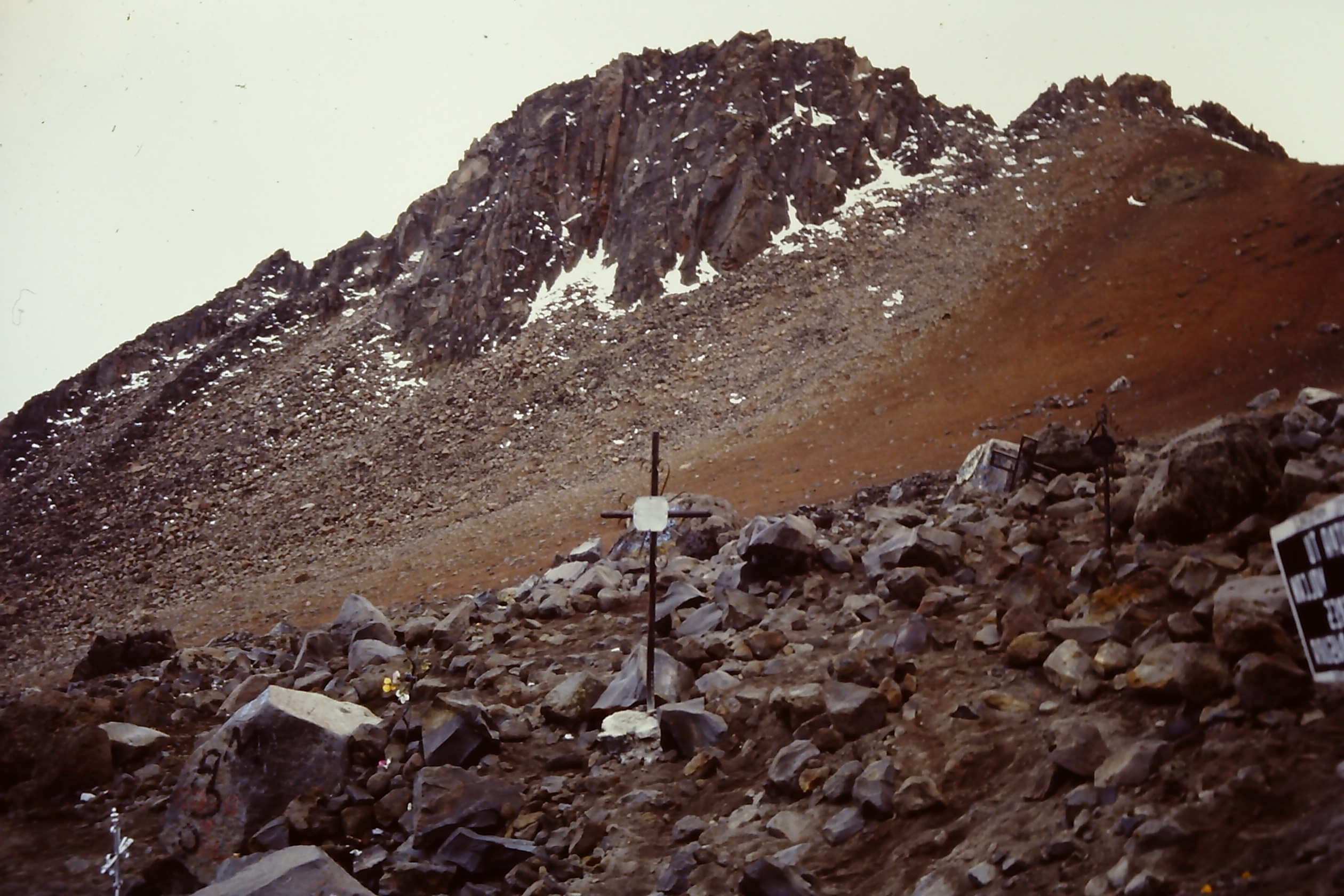
Kreuze in der Nähe der Schutzhütte
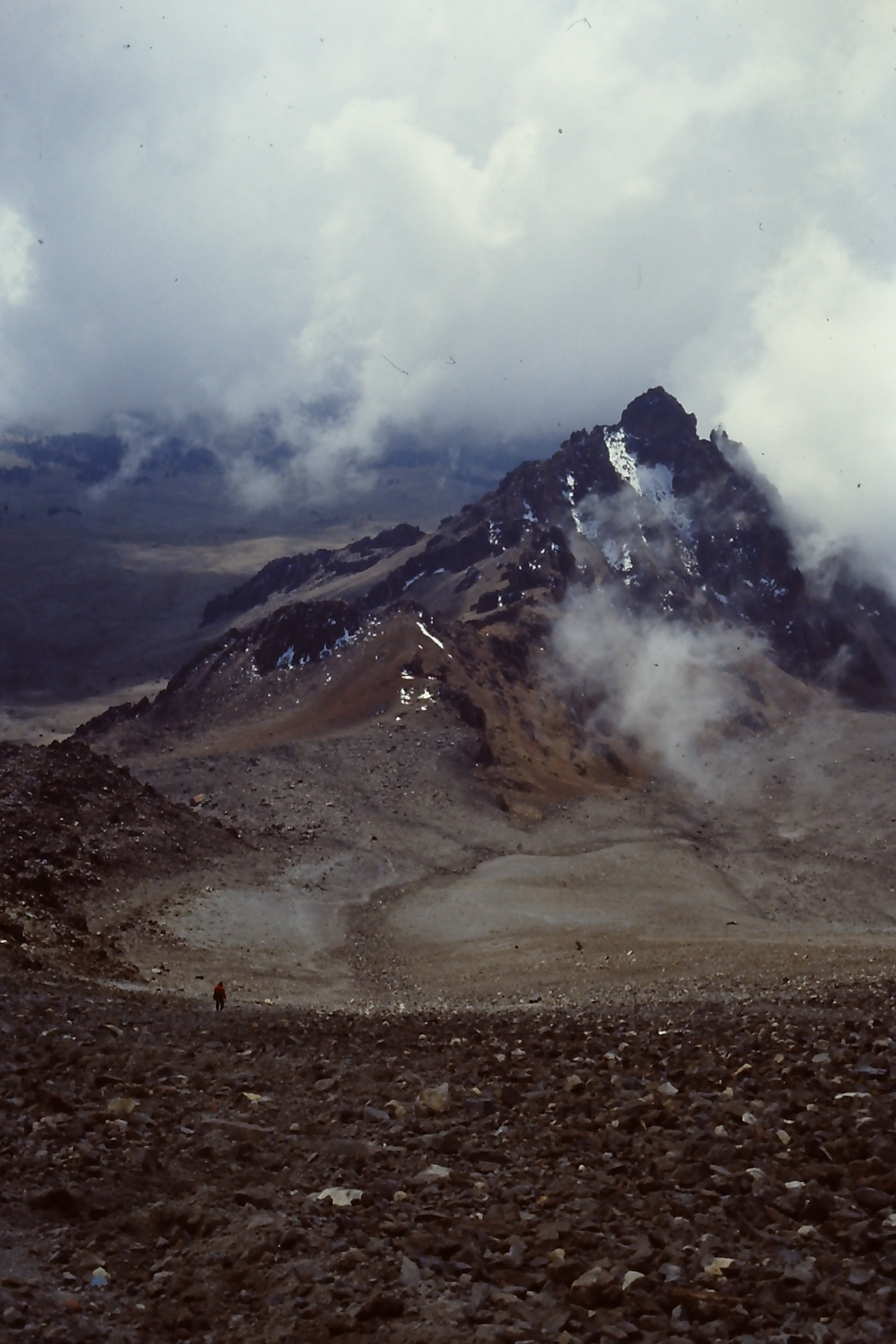
Anstieg von der Schutzhütte zum Kraterrand
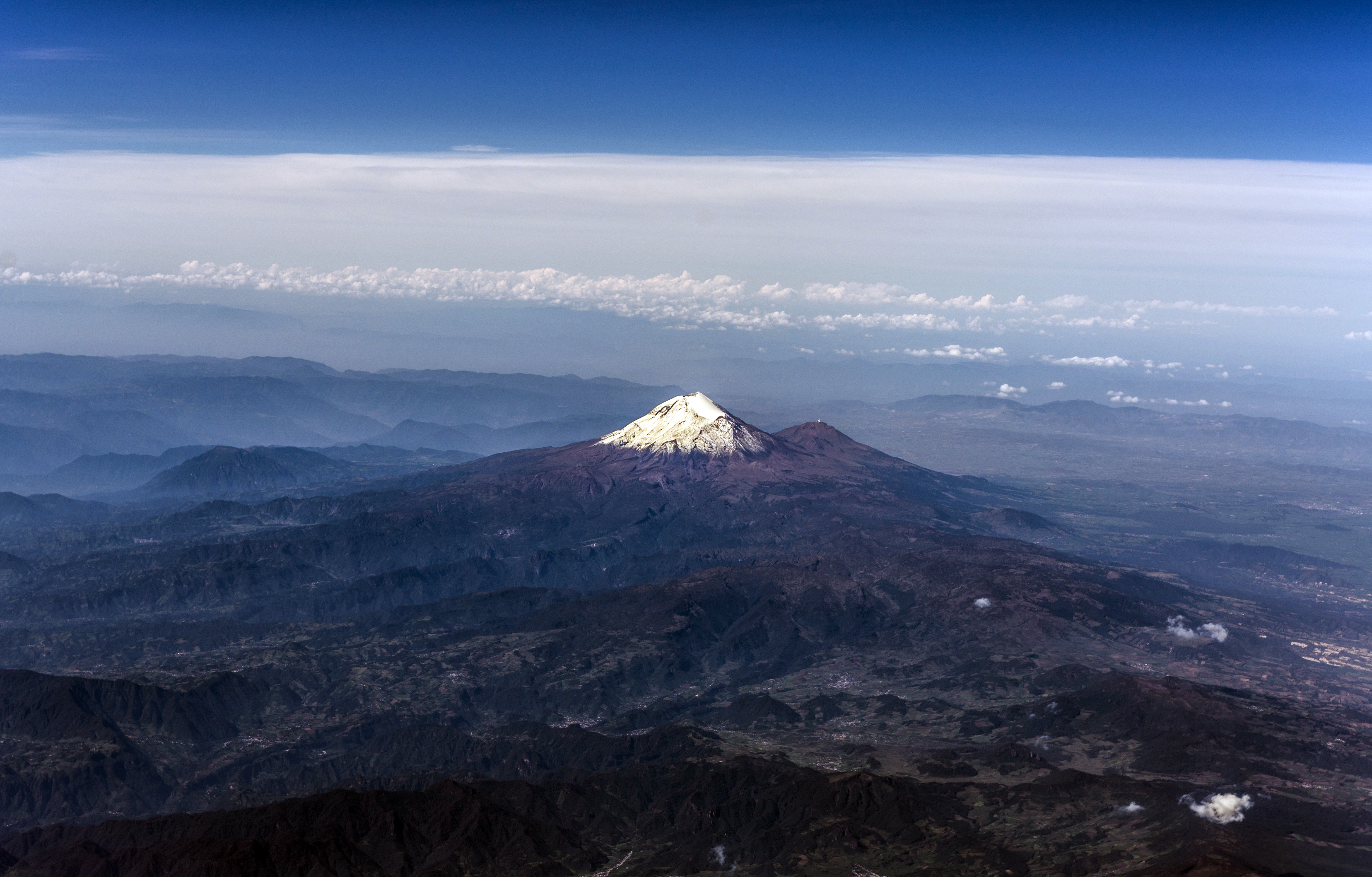
Luftaufnahme etwa von Mexiko-Stadt aus
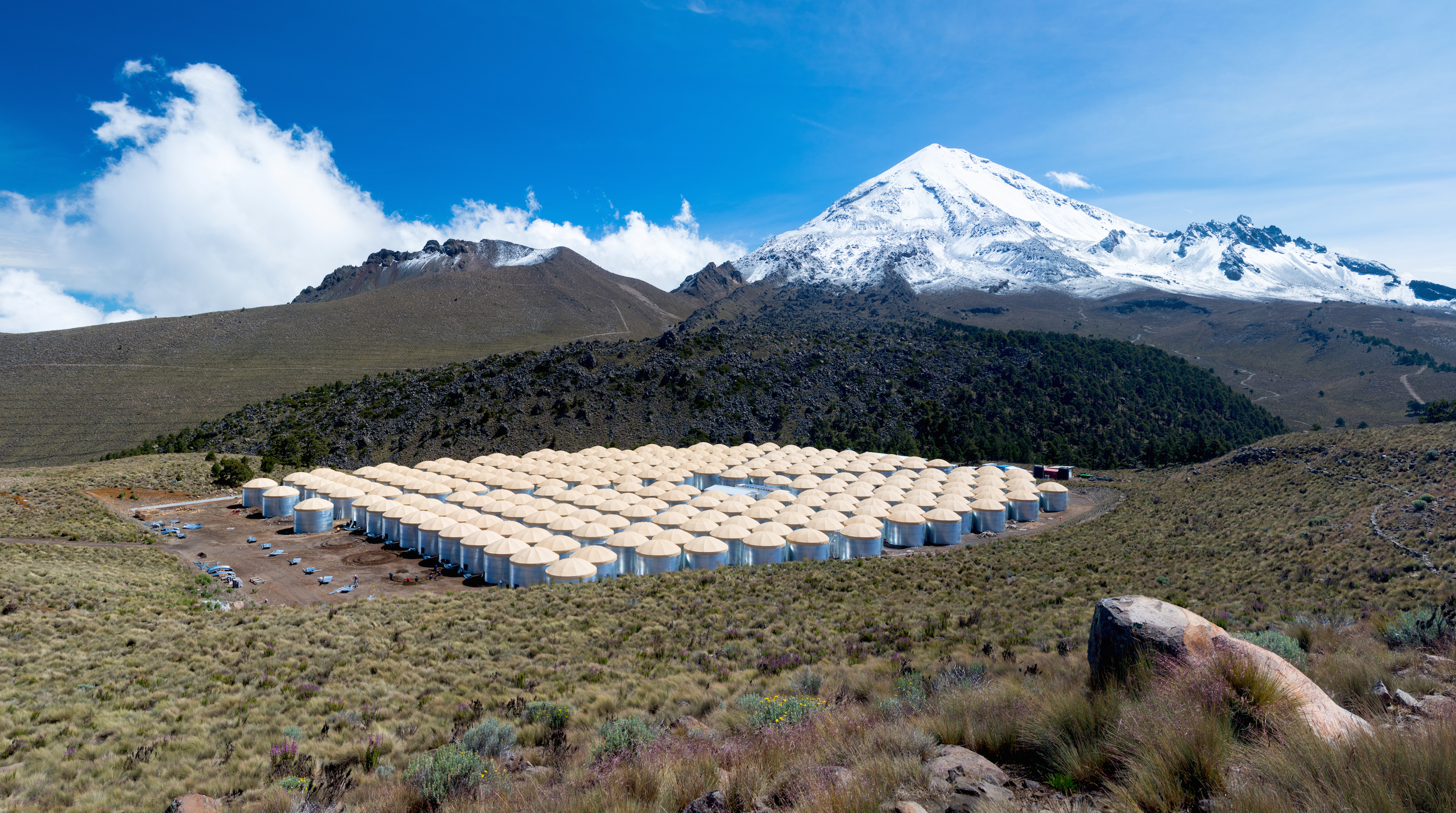
HAWC und der Vulkan